# Chiesa dei Santi Francesco e Caterina Patroni d'Italia

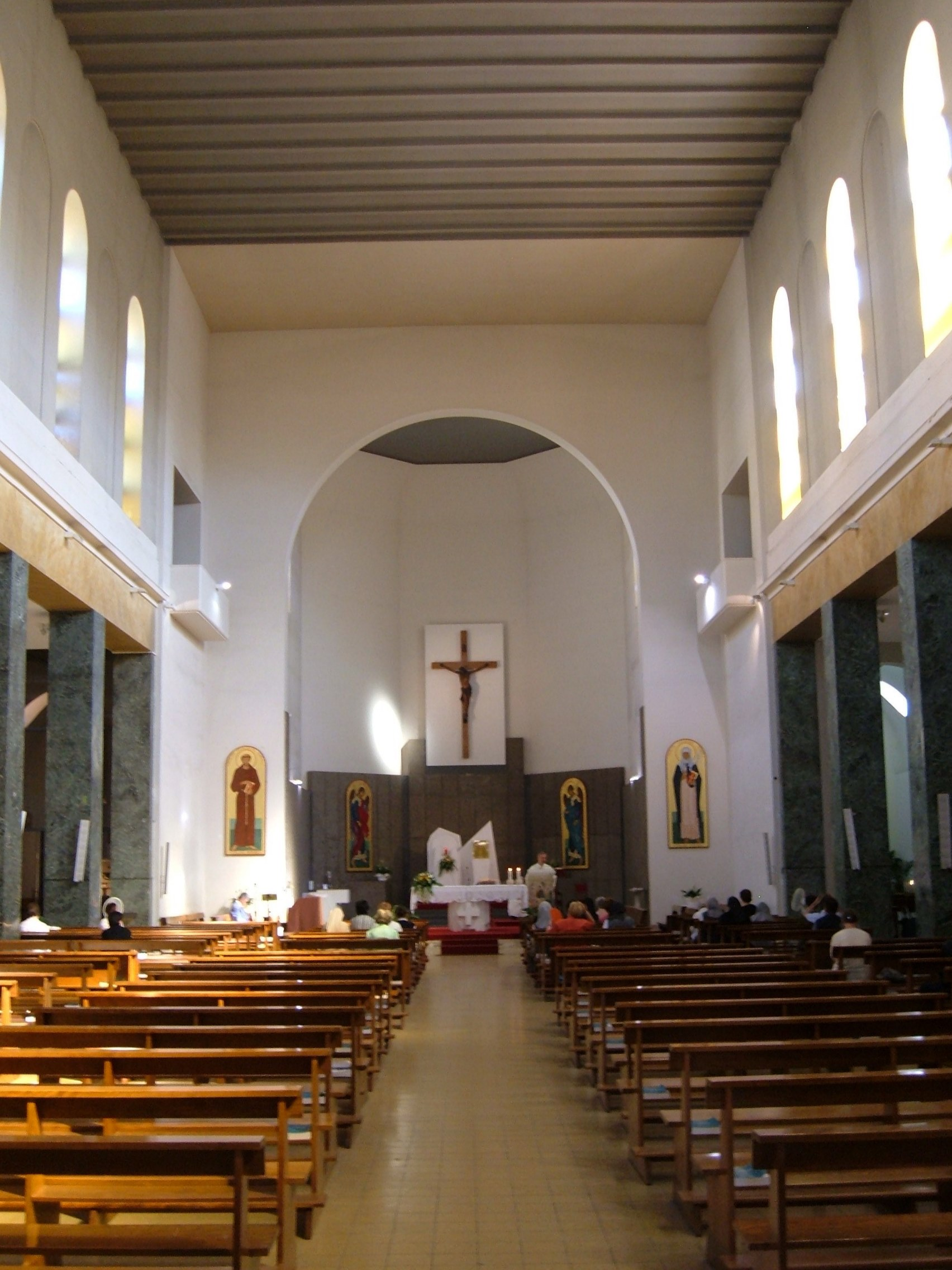
L'interno

La chiesa dei Santi Francesco e Caterina, Patroni d'Italia è un luogo di culto cattolico di Roma, nel quartiere Gianicolense, situata all'inizio della Circonvallazione Gianicolense, nei pressi della stazione di Roma Trastevere.

## Storia
La chiesa è sede della parrocchia omonima, istituita il 27 giugno 1942 con decreto del cardinale vicario Francesco Marchetti Selvaggiani “In ea regione”: è stata istituita per commemorare la dichiarazione di Pio XII (1939) che aveva proclamato i santi Francesco d'Assisi e Caterina da Siena patroni d'Italia.
Il progetto architettonico della chiesa è stato di Tullio Rossi ed ha subito le dovute modifiche nel corso degli anni. Il presbiterio ha avuto notevoli modifiche a seguito della riforma liturgica del Concilio Vaticano II. Esistono 2 cappelle laterali dedicate rispettivamente al Sacro Cuore di Gesù ed alla Vergine Maria Salvatrice. Agli inizi dell'anno 2000 sono state poste, ai lati dell'altare centrale, le icone che rappresentano San Francesco d'Assisi e Santa Caterina da Siena e le icone raffiguranti gli Arcangeli Michele e Gabriele poste in prossimità del Tabernacolo.
Tra gli avvenimenti principali che la chiesa ha vissuto va ricordata la visita di papa Giovanni Paolo II il 26 novembre 1989.

## Descrizione
La facciata, in marmo bianco, è preceduta da un portico: in alto, sopra uno stilizzato rosone, l'iscrizione in latino: “S. Francisco Ass. et S. Catharinae Sen. Italiae Patronis”. Sotto il portico si aprono tre portali: quello maggiore, al centro, è sormontato dallo stemma di Pio XII, sotto il quale compare l'iscrizione con l'anno di consacrazione: A.D. MCMXLII.
All'interno la chiesa è a tre navate separate da pilastri in marmo; nella semplice abside si nota il grande crocifisso ligneo centrale e due icone laterali che riproducono due angeli nell'atto di prostrarsi, mentre ai lati dell'arco absidale ci sono due icone raffiguranti San Francesco d'Assisi (a sinistra) e Santa Caterina da Siena (a destra). Sotto il crocifisso, dietro l'altar maggiore in marmo bianco si trova il tabernacolo bronzeo dorato. Infine, ai lati dell'abside, si trovano due semplici cantorie.